# 遠藤彰 (生物学者)
遠藤 彰（えんどう あきら、1947年10月10日 - 2011年11月11日）は、日本の生物学者。専門は動物生態学。

## 経歴
1971年名古屋大学理学部生物学科卒業、1976年京都大学大学院理学研究科動物学専攻博士課程修了。1977年 - 1978年日本学術振興会奨励研究員、1978年 - 1981年京都大学理学部動物学教室研修員、1981年立命舘大学理工学部助教授。1993年 同大学理工学部教授、2003年同大学大学院先端総合学術研究科教授。
2011年11月11日、急性心筋梗塞のため死去。

## 著書
単著
- 『ベッコウバチのクモがり』岩波書店、1982年10月。
- 『見えない自然：生態学のポリフニー』昭和堂、1995年8月。

共著
- 『京都深泥池：氷期からの自然』藤田昇、京都新聞社、1994年8月。

共著（分担執筆）
- 『岩波生物学辞典（第3版）』山田常雄、前川文夫、江上不二夫、八杉竜一、小関治男、古谷雅樹、日高敏隆、編：岩波書店、1983年3月。
- 『科学の事典（第3版）』編：飯野徹雄、岩波書店、1985年3月。
- 『日本大百科全書 Encyclopedia Nipponica』小学館、1986年。
- 『京都の動物Ⅱ 魚・淡水魚・昆虫とクモ』責任編集：好廣眞一・石井実・松原至、法律文化社、1988年3月。
- 『京都の昆虫』編集：京都昆虫研究会（監修：笹川満廣）、京都新聞社、1991年8月。
- 『広辞苑（第4版）』川那部浩哉・原田英司と分担 共同執筆、岩波書店、1991年11月。
- 『地球共生系とは何か』監修：川那部浩哉、編集：東正彦・安部琢哉、平凡社、1992年6月。
- 『情報学事典』北川高嗣ほか編、弘文堂、2002年5月。

共編著
- 『深泥池の自然と暮らし』（共編著）深泥池七人委員会編集部会編。サンライズ出版、2008年3月。[5]

## 翻訳（共訳）
- 『延長された表現型：自然淘汰の単位としての遺伝子』 原著者、ドーキンス 遠藤知二、日高敏隆、紀伊國屋書店、1987年7月。
- 『動物群集の様式』（共訳）原著者、エルトン 監訳：川那部浩哉 共訳者：小野山敬一ほか14名。思索社、1990年12月。
- 『ブラインド・ウオッチメーカー：自然淘汰は偶然か？』（共訳）原著者、ドーキンス。監修：日高敏隆 共訳者：中嶋康裕ほか4名、早川書房、1993年10月。
- 『盲目の時計職人』（新装版）（共訳）日高敏隆・中島康裕・遠藤知二・疋田努、早川書房、2004年3月[5]。

## テレビ出演
- NHK（単独）『日本動物記』（辰巳宏構成）「ベッコバチ狩り蜂の巧みな戦術」1988年10月12日
- NHK（単独）『地球ファミリー』（辰巳宏構成）「空中の狩人・ハチ——狩と子育ての進化史」1990年6月11日（後にカナダの CNTV でも放映）[5]

## ラジオ出演
- NHKラジオ第1（単独）「私の自然」（馬場象三構成「ベッコバチの野外観察」1987年7月〜8月[5]